# Ben Klock
Pour les articles homonymes, voir Klock.
Ben Klock, né en 1972 à Berlin, est un DJ de techno et de minimale allemand, résident du Berghain à Berlin.

## Biographie
Né à Berlin-Ouest, il a 18 ans au moment de la chute du Mur. Pianiste depuis l’enfance, Ben Klock a envisagé pendant un temps une carrière dans le jazz. Très jeune, Ben Klock avait l’habitude de s’amuser à créer ces séquences répétitives changeantes. Il jouait avec trois enregistreurs cassette. Avec son frère il s’était crée une petite installation et expérimentait dessus. Il prenait des bribes venant de la radio, des informations, quelques voix, enregistrait puis coupait, avant d’éditer puis rééditer. Il dit avoir « comprit plus tard qu’il y avait un genre musical qui se servait de ces techniques ». 
Il découvre la musique électronique dans les raves qui ambiancent la réunification dans les 90’s. 
Il exerce plusieurs petits boulots, graphiste, barman ou encore promoteur.
À ses débuts, Ben Klock commença à mixer de la jungle, du trip hop, de la drum & bass, puis, de la house et un peu plus tard de la techno.
C’est sur le label Sonar Kollektiv, tenu par le collectif multi-facettes Jazzanova, qu’il sort son premier disque en 1998 Clockworks EP. Résident du Cookies et de plusieurs clubs berlinois, il explore différentes directions. Puis, le label d’Ellen Allien, BPitch Control, l’accueille pour quelques sorties. 
Au début des années 2000, il traverse une période où il se sent musicalement en décalage avec une époque tournée vers l’electroclash. Après différents boulots en tant que graphiste ou dans un centre d’appels, il hésite même à tout stopper. C’est alors qu’il est invité à devenir résident d’un nouveau club berlinois qui ouvre ses portes en 2004 : le Berghain.
Il publie son premier album, One, sur Ostgut Ton en 2009 ; celui-ci reçoit un accueil très favorable des médias spécialisés,.
Il fonde en 2006 le label Klockworks où signent des artistes comme DVS1, Etapp Kyle, ROD, Trevino ou lui-même .
Le 27 janvier 2017, Ben Klock sort un double EP commun de 7 tracks, Phantom Studies, avec Marcel Dettmann au sein du label Ostgut Ton. 
Il inaugure le 30 avril 2017 au club londonien Printworks son projet audiovisuel PHOTON, accompagné de Marcel Dettmann, Etapp Kyle, Planetary Assault Systems, Ben Sims et Dax J. Photon est un projet multi-sensoriel qui allie son, lumière et architecture.

## Discographie

### Album studio
- 2009 : One

### Compilations mixées
- 2010 : Berghain 04
- 2012 : Fabric 66

### Maxis
- 1998 : Clockworks EP
- 2000 : I Love You
- 2003 : Glow
- 2003 : Tag Der Arbeit
- 2005 : Back
- 2005 : Earthquake
- 2006 : Big Time
- 2007 : Czeslawa / Warszawa
- 2008 : October
- 2009 : Before One EP
- 2009 : Remixes
- 2010 : Tracks From 07
- 2010 : Compression Session EP
- 2013 : Dawning / Dawning (Revisited) (avec Marcel Dettmann)
- 2017 : Phantom Studies (avec Marcel Dettmann)